# Canusa Street
A Canusa Street (franciául: rue Canusa) az egyetlen olyan határszakasz az Amerikai Egyesült Államok és Kanada között, ahol a határvonal az út közepén húzódik.
Az egykor önálló Beebe Plain települést vágja ketté az utca, s ez által a határ: északi oldala a Québec tartománybeli Stansteadhez, míg a déli a vermontbeli Derbyhez (Orleans megye) tartozik.

## Története
A helyi legenda szerint meglehetősen részeg földmérők, amikor azt a feladatot kapták, hogy állapítsák meg az Egyesült Államok és Kanada határát a régióban (az északi szélesség 45. fokánál), úgy döntöttek, hogy a határt közvetlenül a falu közepén helyezik el ott, ami most a Canusa Street. A jelenlegi kataszteri rajzon azonban a határvonal az utca déli szélén húzódik, ami arra utal, hogy az teljes egészében Kanadán belül található.
A Canusa Street nyugati végén található  a határátkelő. Közvetlenül vele szemben áll egy ház, amelyet az 1820-as években boltként építettek. Egy ideig itt működött a világ egyetlen nemzetközi postahivatala. Egy postamester dolgozott itt, de két ajtaja és két postai pultja volt: országonként egy-egy.
A Beebe Plain-i könyvtár részben az Egyesült Államokban, részben Kanadában található.

## Fordítás
- Ez a szócikk részben vagy egészben  a   Canusa Street című angol Wikipédia-szócikk fordításán alapul.  Az eredeti cikk szerkesztőit annak laptörténete sorolja fel. Ez a jelzés csupán a megfogalmazás eredetét és a szerzői jogokat jelzi, nem szolgál a cikkben szereplő információk forrásmegjelöléseként.